# Danh sách vườn quốc gia tại Bosnia và Hercegovina
Dưới đây là Danh sách các vườn quốc gia và công viên tự nhiên tại Bosnia và Herzegovina
| Tên                    | Năm thành lập | Diện tích (km²) |
| ---------------------- | ------------- | --------------- |
| Vườn quốc gia Sutjeska | 1965          | 173             |
| Vườn quốc gia Kozara   | 1967          | 34              |
| Vườn quốc gia Una      | 2008          | 198             |

Công viên tự nhiên tại Bosnia và Herzegovina
| Tên                             | Năm thành lập | Diện tích (km²) |
| ------------------------------- | ------------- | --------------- |
| Công viên tự nhiên Hutovo Blato | 1995          | 74.11           |
| Công viên tự nhiên Blidinje     | 1995          | 6               |
| Công viên tự nhiên Bardača      | 1995          |                 |